# Mordella rufoaxillaris
Mordella rufoaxillaris is een keversoort uit de familie spartelkevers (Mordellidae). De wetenschappelijke naam van de soort is voor het eerst geldig gepubliceerd in 1860 door Fairmaire & Germain.